# Barton megye (Kansas)
Barton megye az Amerikai Egyesült Államokban, azon belül Kansas államban található. Megyeszékhelye és legnagyobb városa Great Bend. Lakosainak száma 25 493 fő (2020. április 1.).

## Szomszédos megyék
- Russell megye (észak)
- Ellsworth megye (északkelet)
- Rice megye (délkelet)
- Stafford megye (dél)
- Pawnee megye (délnyugat)
- Rush megye (nyugat)

## Népesség
A megye népességének változása:
| Lakosok száma | 27 687 | 27 709 | 27 577 | 27 509 | 27 103 | 25 493 |
|               | 2010   | 2011   | 2012   | 2013   | 2015   | 2020   |

## Települései
- Albert